# Natasha O’Keeffe
Natasha O’Keeffe (ur. 1 grudnia 1986 w Brighton) – angielska aktorka. Odtwórczyni roli Lizzie Stark w serialu Peaky Blinders.

## Filmografia

### Filmy
(opracowano na podstawie materiału źródłowego)
- 2013: A Little Place Off the Edgware Road jako Żona
- 2023: Widow Clicquot jako Anne

### Seriale
(opracowano na podstawie materiału źródłowego)
- 2012–2013: Wyklęci jako Abbey Smith
- 2013–2022: Peaky Blinders jako Lizzie Stark
- 2014: Grantchester jako Grace Heath
- 2015: Złodzieje diamentów jako Kirsty Wilkinson
- 2015: Jekyll and Hyde jako Fedora
- 2016: Sherlock jako Emilia Ricoletti
- 2017–2020: Strike jako Charlotte Campbell
- 2019: Rebellion jako Agnes Moore
- 2019: Resistance jako Agnes Moore
- 2019: Świątynia jako Chloe Myerscough
- 2021: Przez galaktykę jako Emma Grieves
- 2023: Koło czasu jako Selene